# 星星叫
天王星（英語：：又譯為天王星、星星叫、紅蜘蛛、星吼），身高5公尺，是變形金剛系列中的活躍角色之一。通常是狂派(Decepticon)，並且是狂派中的高階軍官，變形成噴射機或類似的載具，個性狡猾、野心勃勃、同時對密卡登起異心，在G1動畫中以紅色和灰白色為主色調。和密卡登(Megatron)、音波(Soundwave)、震盪波(Shockwave)是狂派中的四名核心成員。

## 動畫

### G1動畫
在G1動畫中，天王星是狂派中的航空參謀。其造型成為這個角色在不同作品中的參考標準之一，有著配合G1整體動畫風格的方形身體，身體以紅色和灰白色為主色調，並有部分藍色點綴在手臂和鞋尖，在胸腔有一個橘紅色的駕駛艙擋風玻璃。其戰鬥武器除了一般的近身格鬥外，還有裝備在兩肩的氖射線，也曾經在早期集數使用瞬間移動和敵人交戰。變形型態為一架F15噴射戰鬥機。從1984年一直到1987年，主要都由克里斯多福‧柯林斯(Christopher Collins)聲演，和博派成員輪傑(Wheeljack)、博派的人類盟友史巴克‧維特維奇(Sparkplug Witwicky)、音波的磁帶金剛雷射鳥(Laserbeak)等眾多角色共用同一名配音員。
天王星的身體形狀和另外一些特定狂派成員「完全一樣」，這是因為他們在玩具上其是本來就同一個模具、換上不同顏色塗裝和貼紙就當作不同角色的玩具販售。這些外觀和天王星一樣的成員包括等不限於：
- 烈雷(ThunderCracker)，主色為藍色和灰白色。
- 天彎(Skywarp)，主色為黑色和紫色。
- 新星風暴(Nova Storm)，主色為黃色，「造雨師」小隊成員。
- 硫酸雨(Acid Storm)，主色為綠色，「造雨師」小隊成員。
- 離子風暴(Ion Storm)，主色為紫色，「造雨師」小隊成員。

這些和天王星長的一模一樣的成員在之後的變形金剛作品和玩具中也成為一個常見的做法。
自稱是密卡登的第一副手。個性上，天王星有著極大的野心，並且對於自己的謀略、戰鬥力極具自信，甚至自認為勝於密卡登、因此經常提出和密卡登不同的意見，但是因為受到密卡登的鄙視，通常在這個情況下他會心生不滿而私自行動，而這些行動往往會對其他執行密卡登計畫的狂派造成干擾，或是這些行動甚至一開始就是為了破壞密卡登的計畫而實行的。在動畫中多次試著發動「叛變」，不過鮮少成功。密卡登經常挖苦、嘲笑天王星的無能和失敗。
在賽博坦(Cybertron)的戰前時期是一位科學家，和和來成為博派(Autobot)的天火(Jetfire)是同事。在博派和狂派的戰爭爆發後，天王星回到賽博坦，也放棄了他的科學家工作，畢業於賽博坦戰爭學院，在威震天的霸天虎軍隊成為一個戰士。

#### 《變形金剛大電影》(Transformers: The Movie)
在1986年上映的《變形金剛大電影》中，在一開始進攻博派位於地球的基地─博派城市(Autobot City)的時候，被射傷腳部。在從博派城市撤隊後，在狂派成員大火車(Astrotrain)變形成的太空船內和其他狂派成員討論後、透過其巧舌如簧的口才、說服其他人讓他成為下一任狂派領袖，並將在與柯博文(Optimus Prime)的戰鬥中身受重傷的密卡登、炸彈(Bombshell)等狂派成員拋出太空船、導致他們遇到宇宙大帝(Unicron)、間接導致格威龍(Galvatron)的誕生。
回到賽博坦後進行自己成為領袖的「加冕」儀式，不過很快便被升級改造後的格威龍消滅了，王冠也被踩碎。

#### 第三季後續
在大電影之後的第三季和第四季動畫中，證實雖然天王星的身體被格威龍摧毀了，但其靈魂尚在，並且為了製作新的身體、以及報復格威龍，他入侵並占據了部分狂派的身體，並借助宇宙大帝的力量重生，不過最後在拋棄宇宙大帝後因為爆炸飛向宇宙，最後不知所終。

### 邪神三部曲
邪神三部曲是對在2000年初由日方主導製作的三部變形金剛電視動畫作品的稱呼，如下所列：
| 播映年分 | 日文原標題 | 中文標題 | 美國標題 |
| -------- | --- | --- | --- |
| 2003     | 超ロボット生命体トランスフォーマー マイクロン伝説                                                                                      | 變形金剛：微型傳說/變形金剛：雷霆艦隊/變形金剛：艦隊系列                                                                               | Transformers: Armanda |
| 2004     | トランスフォーマー スーパーリンク | 變形金剛：超能連結/變形金剛：超能量爭霸戰                                                                                              | Transformers：Energon |
| 2005     | トランスフォーマー ギャラクシーフォース                                                                                                | 變形金剛：銀河之力 | Transformers: Cybertron |
| 註記     | 邪神三部曲是美版的設定，在日版中只有《微型傳說》和《超能連結》是有關連的故事，銀河原力是完全獨立制作的新篇章、與前兩作在劇情上和無關。 | 邪神三部曲是美版的設定，在日版中只有《微型傳說》和《超能連結》是有關連的故事，銀河原力是完全獨立制作的新篇章、與前兩作在劇情上和無關。 | 邪神三部曲是美版的設定，在日版中只有《微型傳說》和《超能連結》是有關連的故事，銀河原力是完全獨立制作的新篇章、與前兩作在劇情上和無關。 |

#### 變形金剛：微型傳說與變形金剛：超能連結
初登場於《微型傳說》，造型和G1動畫類似，但上顏色主要為紅、灰白、黃色，而且可以在沒有變形成戰鬥機的情況下飛行。在《微型傳說》和《超能連結》的世界觀中的天王星在個性上和其他作品截然不同，是一個想在狂派受到矚目的戰士，個性剛直公正，但受到其他狂派的歧視，並在中途離開狂派，加入博派。

#### 變形金剛：銀河之力
在2005年的《銀河之力》中則重新回到原來野心勃勃的個性，造型也更接近G1，以紅色、白色和深藍色為主色，變形型態為外星戰鬥機，但比起總是失敗的丑角，此版本的天王星更接近密卡登的競爭者，實力強大、個性冷酷、充分具備足以和密卡登一戰高下的能耐。

### 聯合宇宙(Aligned)
聯合宇宙世界觀是孩之寶在2010年代推動的一個概念，目的是希望將變形金剛的相關作品整合在同一個世界觀中。此世界觀包含動畫、電玩、小說、設定集等等，如下表所列。
| 年份      | 標題                                                              | 性質     |
| --------- | ----------------------------------------------------------------- | -------- |
| 2010      | 《變形金剛：賽博坦之戰》(Transformers: War For Cybertron)         | 電玩遊戲 |
| 2010      | 《變形金剛：征途》(Transformers: Exodus)                          | 小說     |
| 2010~2013 | 《變形金剛：領袖之證》(Transformers Prime)                        | 電視動畫 |
| 2011      | 《變形金剛：流亡》(Transformers: Exiles，台灣未出版)              | 小說     |
| 2011~2016 | 《變形金剛：救援機器人》(Transformers: Rescue Bots)               | 電視動畫 |
| 2012      | 《變形金剛：賽博坦的殞落》(Transformers: Fall Of Cybertron)       | 電玩遊戲 |
| 2013      | 《變形金剛：普萊瑪斯聖約》(Transformers: The Covenant of Primus)  | 設定集   |
| 2014      | 《變形金剛：懲罰》(Transformers: Retribution)                     | 小說     |
| 2014      | 《變形金剛：暗火崛起》(Transformers: Rise of the Dark Spark)      | 電玩遊戲 |
| 2014~2020 | 《變形金剛：領袖的挑戰》(Transformers: Robot In Disguise)         | 電視動畫 |
| 2019~2021 | 《變形金剛：救援機器人學院》(Transformers: Rescure Bots Accademy) | 電視動畫 |

#### 變形金剛：賽博坦之戰(Transformers: War For Cybertron)和變形金剛：賽博坦的殞落(Transformers: Fall od Cybertron)
在兩部電玩中，天王星的造型有點接近G1版本，不過整體而言較為銳利、線條較為尖銳，整體配色以紅色和白色為主。武器比電影和之前的動畫中來的多樣；攻擊力、速度也較佳。在2010年的遊戲中，若選擇以狂派視角遊玩，在遊戲中途會有一段以天王星體驗飛行的視角。
根據遊戲中的敘述，天王星原本和天火做為科學研究站的同事、主要以研究黑暗超能量體為主，但是之後被密卡登率領狂派佔領。天火選擇逃跑、天王星則當下就決定加入狂派的行列。

#### 變形金剛：領袖之證(Transformers Prime)
在2010播出直到2013的動畫中，天王星是狂派的副指揮及第一把交椅，但劇集中段一度被狂派放逐，只好自立門戶。
雖然理論上和遊戲處於同一個世界觀中，但是造型差異較大。此版本的天王星顏色以銀色和灰色為主，纖細瘦長、腳部構造類似高跟鞋，臉部表情豐富，背部的機翼也會隨著情緒起伏變化。個性性情十分兇殘、善變，非常欺善怕惡，跟G1時代一樣的滿懷野心，同時對自己實力非常有信心，因此經常做出一些無理兼缺乏智慧的行為，不過後來遭一連串背叛而改變想法。。武器包括內建的雷射槍和手臂上的導彈，但是雷射槍甚少使用。在其中一隻手被拆下後、狂派的軍醫擊倒(Knouk Out)曾對他說：你的裝備好像過時了...」。載具型態為F-16戰隼戰鬥機，但變形齒輪一度被MECH奪取而無法變形。
第39集在柯博文和駭翼的戰鬥中奪得鐵堡(Iacon)遺物之一的天極戰甲(Apex Armor)強化自身，不過在紅色能量晶體爭奪戰中被煙幕(Smokescreen)以相位轉移器揪出來。之後再次重回狂派並以四把終極之鑰得到密卡登的再度信任，同時重新裝上了變形齒輪。並且因紅色能量晶體而獲得超加速能力。因震盪波在53集的回歸，同時當年沒確定就認定震盪波死亡而遭其震怒。故此和震盪波明爭暗鬥。背上的機翼會隨情緒起伏而有變化。在最終戰時與雅希戰鬥，在見證了密卡登的死亡後失控被震盪波強行帶走並下落不明，直到領袖的挑戰才揭露。
英文版由史帝夫‧布朗(Steve Blum)聲演，和昆蟲金剛硬殼(Sombshock)共用同一名配音員，日文版則由鶴岡聰配音，中文版前後則有所不同、如下所列：
第一季：雷霆，第二、三季：陳廷軒/梁興昌
另外，在本作中的追跡者(Seeker)是指一群由天王星率領的、變形成戰鬥機的狂派金剛，但外型和天王星截然不同。

#### 變形金剛：領袖的挑戰(Transformers: Robot In Dsguise)
在領袖之證的續作─領袖的挑戰中，天王星在第三季回歸作為主要反派，並透露他在領袖之證後的故事。造型變得更加接近G1動畫，故事中的說法是為了強化升級後的結果。其目的是為了奪取迷你金剛加強自身力量，和微型傳說的背景相當類似。一度成功得到所有七個迷你金剛的力量而變得超強，但是最後在所有人的共同努力下被消滅、並被柯博文帶回賽博坦關押。

### 變形金剛：Cyberverse(Transformers: Cyberverse)
在2018年的動畫中，天王星的造型和設定融合前作多種版本，維持其經典的紅、灰、藍三色造型，變形成一架賽博坦戰鬥機。
在第一季時在賽博坦、遠端命令位在地球的追跡者隊長滑流，並在第一季末率領狂派艦隊抵達地球。在第二季幾乎一開始就反叛密卡登，並被報復的密卡登打至死亡並棄屍在月球。但之後顯示他只是嚴重提跡、並未真正死亡，並且成功趁兩派別不注意時奪到火種源，並持續控制地球上的追跡者執行他的計畫，最後一度成功、成為對兩派共同的大威脅，但是在最被柯博文的領袖矩陣擊敗、失去火種源，並被博派俘虜，但是在被關押方舟期間，趁巨型泰坦金剛克羅頓離開時脫逃，之後遇到昆特紗，被改造成三面法官的其中一面，最後被擊敗。
在本作中，追跡者是那些和天王星長相相似的狂派戰鬥機成員的稱呼，總共有兩種動畫模組，分為男性和女性，有名字的成員包括：裂雷、噴氣機、滑流、新星風暴、硫酸雨、天彎等人，但有新星風暴和天彎兩名常見的角色在本作中首次被呈現為女性。

### 變形金剛：賽博坦大戰三部曲(Transformers: War For Cybertron Trilogy)
在2020年由網飛(Netflix)主導製作的動畫系列中，天王星一開始並不是追跡者的指揮官，而是在天火叛逃狂派後才被密卡登晉升為追跡者指揮官。其造型和設定幾乎和G1完全接近，包括外觀和時不時就想反叛的個性。
在2021年播出的第三季《王國》(Kingdom)來到地球徹底和密卡登翻臉，並和掠奪金剛的黑寡婦合作，在接受來自尤尼克隆的訊息後因為對其強大力量的恐懼而變得有些瘋癲，一度成功取得金碟並交與大黃蜂。最後被博派帶回賽博坦。

### 變形金剛：地球火種(Transformers: Earthspark)
在2022年開播的新篇動畫中，天王星一樣有出現，其外觀維持其經典造型，紅色和白色的主色調，體態部分配合本作美術風格有所調整，變形成戰鬥機，在手臂兩側具有經典的雷射炮，但不確定是不是氖射線，手中還內建有電鋸。由領袖之證的配音員史帝夫‧布倫回歸聲演。在眾多追跡者成員中，本作截至第一季完結，目前出現了天彎和新星風暴，和先前的Cyberverse一樣，都改成女性角色。
在本篇開始的時間點，天王星已經被本作中的地球賽博坦人拘捕機構鬼影局(G.H.O.S.T)拘捕，直到第一季第21集〈何居其中？〉(What Dwells Within)才和新星風暴、天彎逃脫，但之後剛好遭遇到墜落至流沙裡的地球金剛(Terren，地球原生的變形金剛)、羅比兄妹。之後在追捕其的過程中遇到被封印在古老隧道的賽博坦掠食者、專門吸取超能量的鑽地獸(Dweller)，於是雙方只好一起逃脫，天王星在逃脫過程中落單了，在被鑽地獸攻擊時被標籤(Hashtag，其中一個原生體)拯救，稍微的被其開導過後，不情願地開始幫助其他人將鑽地獸鎖回地底。之後在試著封鎖鑽地獸的過程中遭遇前來尋找的天王星的密卡登，和其交戰後，為了拯救被鑽地獸拖走的標記衝進鑽地獸的抓捕中，之後在成功讓鑽地獸回到水中關機。之後，在見證天王星的成長後，密卡登放手讓天王星、新星風暴、天彎離開。在離開前天王星要標記「多照顧自己」(Remenber to take care yourself.)。
在第一季第26集時回歸，當時所有配戴G.H.O.S.T局標誌的變形金剛們─包含柯博文、密卡登、除了大黃蜂以外的所有博派金剛們─都被再造人(Mandroid)控制，而在密卡登即將炸死推奇(Twitch)時，放出大量飛彈轟店密卡登的飛彈，之後變回機器人型態和推奇解釋，他們「當晚為狂派金剛做的事」已經傳開，顯示打擊(Breakdown)、音波、詐騙(Swindle)等被釋放的狂派金剛都願意回來協助他們，之後便和瞬間移動前來支援的天彎和新星風暴一起阻擋被心靈控制的密卡登，之後在曼機德博士釋放出衝擊波、殺死所有以超能量體為基礎的生物時，和密卡登、天彎、新星風暴等人墜機，不過在稍後，羅比(Robby Malto)和茉(Mo Malto)釋放出五行至尊(Quintus Prime)的生命能量時和其他變形金剛一起被復活。

### 變形金剛：源起(Transformers One)
在2024年預計上映的動畫電影中，天王星確定會出場，並由史帝夫‧布希密(Steven Buscemi)配音，日文版則由佐藤節二(佐藤 せつじ)聲演。
由於本片的時間點發生在雙方內戰開始之前，因此天王星的角色定位一度尚未確定，但及後確定被設定為創世十三祖創造的守護斯比頓鐵堡城的至高護衛(High Guard)部隊領導人，但親眼見證禦天至尊背叛兼且先鋒至尊殞落以及前者手段而遭到放逐多年，只能在先鋒至尊的戰場遺跡附近自立門戶苟活，個性也變得兇殘、善變，非常欺善怕惡，滿懷野心，同時也變得極為崇尚力量；自稱一直帶領部隊繼續破壞禦天至尊的行動，而且也不相信奧利安•派克斯所追求的共同對抗暴政的概念，因不滿D16藐視其躲藏的懦夫行為而大打出手但落敗，發聲器在打鬥中受損導致聲線變得混濁並失去領導權；隨後在禦天至尊帶領護衛隊突襲遺跡當中被俘獲，但及後被派克斯帶領的另一批至高護衛隊員一同獲救，最後親眼見證d16轉變成麥加登、把禦天至尊撕成兩半後完全服從麥加登領導並首先一同攻擊鐵堡城，在麥加登最後被柯柏文放逐時也是第一個跟從麥加登離開的變形金剛，隨後也成為了狂派金剛的重心人物。
本作當中的天王星造型和設定也融合前作多種版本，維持其經典的紅、灰、藍三色造型，變形成一架斯比頓戰鬥機。

## 真人電影系列及相關作品

### 變形金剛(Transformers)
在2007年上映的第一部真人變形金剛中，天王星就已經出現。其造型和先前的各不同版本中相差甚大，身體呈現出外星人般的誇張的倒三角形，腿部如鳥類一般有雙段關節，機動性和戰鬥力比動畫中的表現要好，在機器人型態时，背後也有推进器、讓他可以飛行，身體以銀色、灰色和黑色為主色調，較有狂派應有的顏色(電影幾乎所有狂派皆為此色)。和先前的作品中一樣變形為戰鬥機，不過是F22而不再是F15。由查理‧阿德爾(Charlie Adler)聲演。
真人電影版中，天王星並無傑出的表現，不像動畫中極度具有野心，只有一个情节是他与F22戰鬥機战斗后混入机队，下一个镜头是机队开始轰炸密卡登，但是这更像是剪辑的失误而非刻意的情节。

#### 〈變形金剛：真人電影後傳天王星的治世〉
在〈變形金剛：真人電影後傳天王星的治世〉的漫畫中，天王星展現出與動畫中類似的個性。在漫畫中天王星利用從疾瘋(Frenzy)的資料複製出火種源(Allspark)，想利用複製火種源在密卡登死後企圖取代密卡登成為狂派的新任首領、以及成為賽博坦上的統治者。不過這個計畫卻失敗了，就在天王星思考原因之際，駭翼(Dreadwing)領導部分的狂派從中阻撓，而從前次戰鬥中脫身的雅希(Arcee)回到賽博坦上，召集僥倖沒被狂派殺害的博派戰士，與狂派再次交戰，藉著駭翼的阻撓天王星的野心之際，趁機展開攻擊，在雅希等人的一連串的攻擊下天王星的野心終究還是失敗了。

### 變形金剛：復仇之戰(Transformers: Revenge of the Fallen)
在2009年上映的續集中，顯示其在前作密卡登死於火種源後一直在賽博坦上試著復甦賽博坦族群，不過因為缺乏能量而導致這些新生賽博坦人脆弱而易死。之後跟隨復活的密卡登來到地球，參與俘虜山姆的計畫、也和密卡登、碎壓(Grinder)在森林裡以三大一的姿態對戰柯博文。之後在一棟大廈頂樓上因為找不到山姆而被密卡登教訓、一邊被毆打的同時將和柯博文戰鬥時被拆下的手臂裝了回去。參與了在埃及的大戰，一開始以偽裝成戰機的姿態對藍尼的營地轟炸、造成不少困擾。在墮落金剛(The Fallen)死後、說服密卡登大勢已去、走為上策。
在本作的造型、變形型態都和前集一樣，並同樣由查理‧阿德爾聲演。

### 變形金剛3(Transformers: Dark of the Moon)
在2011年上映的第三集中可以看出，在埃及大戰後就和密卡登、音波等人躲藏在非洲的基地。在芝加哥大戰中和博派成員和美軍交戰，在追殺山姆的過程中被山姆和藍尼一起用博派科學家Q(Que)發明的武器弄瞎後、頭部爆炸而死。
在本作是最後一次由查理‧阿德爾聲演。

### 變形金剛4：絕跡重生(Transformers: Age of Extinction)與變形金剛5：最終騎士(Transformers: TheLast Knight)
在2014年上映的第四集中僅有死亡的頭部被放在KSI總部的研究試中被拆解研究，在2017年上映的第五集電影中也僅有死亡後的被拆的部分頭部被密卡登在廢鐵場中撿到。

### 大黃蜂(Bumblebee)與變形金剛：萬獸崛起(Transformers: Rise of the Beasts)
在2018年的重啟作品《大黃蜂》中，和大部分狂派成員一樣僅出現在開頭的賽博坦戰鬥場景非常短暫的時間，顯示其造型非常接近在G1動畫中的模樣，不過並沒有台詞。而在2023年上映的《變形金剛：萬獸崛起》中則沒有任何狂派出現。

## 外部連結
- 互联网电影数据库上Starscream的资料
- G1 Starscream at the Transformers Wiki
- Toybin G1 Starscream Gallery